# Zosterops strenuus
Zosterops strenuus é uma espécie extinta de ave passeriforme que era endêmica da Ilha de Lord Howe, no leste da Austrália. Foi descrita cientificamente por John Gould em 1855.